# Mistero a Crooked House
Mistero a Crooked House (Crooked House) è un film del 2017 diretto da Gilles Paquet-Brenner.
La pellicola è l'adattamento cinematografico del romanzo del 1949 È un problema (Crooked House) di Agatha Christie.

## Trama
Londra, fine anni cinquanta. Sophia Leonides (nipote dell'anziano magnate britannico di origine greca Aristide Leonides) fa visita all'investigatore privato Charles Hayward affinché indaghi sulla morte del nonno, perché crede che sia stato ucciso da un membro della sua assai stravagante famiglia. È stato infatti notato che la regolare iniezione di insulina di Aristide era stata mescolata con l'eserina del suo collirio provocandogli un infarto fatale, facendo quindi ipotizzare che si sia trattato di un omicidio premeditato. Charles accetta a malincuore il caso (in parte perché ha avuto una breve storia d'amore con Sophia durante un soggiorno al Cairo) e chiede il permesso di esaminarlo all'ispettore capo Taverner di Scotland Yard facendo leva sul suo legame personale con Taverner, il quale aveva prestato servizio con il padre di Charles, un ex assistente commissario decorato che è stato assassinato da ignoti.
Nella tenuta di Aristide, Charles intervista i vari membri della famiglia:
- Lady Edith de Haviland, sorella di Marsha, la defunta prima moglie di Aristide. Si è trasferita alla tenuta per prendersi cura dei nipoti Philip e Roger, rimasti orfani di madre. Disprezzava suo cognato come parvenu straniero e per la sua insensibilità verso i suoi nipoti Sophia, Eustace e Josephine. Edith si aggira per i terreni della villa eliminando le talpe con un fucile da caccia.
- Philip, il figlio maggiore di Aristide, di professione storico. Odiava suo padre per non averlo scelto come successore di un'azienda di famiglia dopo che aveva perso a poker con le persone sbagliate, e per aver rifiutato di finanziare la produzione di una sceneggiatura che Philip aveva scritto per sua moglie Magda, un'attrice teatrale in declino.
- Roger, il figlio minore di Aristide. È l'amministratore delegato di un'importante azienda familiare ma è privo del senso degli affari. La sua prepotente moglie Clemency è una ricercatrice chimica specializzata in tossicologia delle piante.
- Brenda, la seconda moglie di Aristide, ex ballerina di Las Vegas molto più giovane di lui. Gli altri familiari sospettano che lei abbia ucciso Aristide, specialmente Roger, il quale la definisce una sgualdrina approfittatrice. Aristide era solito iniettarsi da solo l'insulina, ma la sera in cui morì chiese a Brenda di farlo al posto suo.
- Laurence Brown, il precettore dei giovani Leonides. Stava aiutando Aristide a scrivere la sua autobiografia.
- Philip e Magda hanno dato ad Aristide tre nipoti: Sophia, Eustace (un adolescente affetto dalla poliomielite, convinto che il nonno lo disprezzasse) e Josephine (una dodicenne molto intelligente che origlia tutti e appunta le informazioni su un quaderno, a cui il nonno aveva impedito di fare la ballerina considerandola inadatta, e che sostiene che Brenda abbia una relazione segreta con Laurence).

In base al testamento di Aristide, ogni membro della famiglia viene profumatamente remunerato, ma il notaio Gaitskill e Sophia hanno scoperto che non è stato firmato e quindi non è valido: l'unica beneficiaria dell'eredità diventa perciò la seconda moglie Brenda.
Charles chiede a Roger della discussione che ha avuto con suo padre riguardo all'imminente fallimento dell'azienda; Roger ammette che Clemency gli aveva detto di buttare l'ultimo assegno di Aristide per smettere di dipendere dai suoi finanziamenti, ma invece lo aveva conservato, però lo strappa di fronte a Charles. Da una conversazione con un ex collega del Ministero degli Esteri, Charles viene a sapere che durante la guerra civile greca Aristide aveva finanziato un gruppo di organizzazioni anticomuniste, e che avendo pagato le persone giuste è stato aiutato a entrare negli Stati Uniti a coprire alcuni loschi affari.
Sophia rivela a Charles che tutti sapevano della pericolosità dell'eserina (infatti il giorno del suo 86º compleanno Aristide aveva spiegato dettagliatamente come potesse essere usata per ucciderlo), e anche lei pensa che Brenda e Laurence abbiano una relazione, forse favorita dallo stesso Aristide. Josephine ammette a Charles di essersi inventata le lettere d'amore tra Brenda e Laurence, e che è solita mentire per sfuggire alla noia. Eustace è certo che Brenda sia innocente e che qualcuno più furbo di lei l'abbia incastrata. Charles ritiene che Clemency sia ostile verso Brenda perché Roger ha avuto una fugace infatuazione per lei, e che quando lui ha rifiutato di cestinare l'ultimo assegno si è resa conto che sarebbero rimasti alla tenuta fino alla morte del suocero. Charles trova Sophia mentre brucia l'autobiografia del nonno in cui viene rivelato che si era proposto di ricostruire la città che aveva contribuito a distruggere.
Durante una cena, continuamente incalzata dai commenti dei familiari acquisiti, Brenda afferma che, poiché lei è stata l'unica a rendere veramente felice Aristide, la sua eredità è destinata interamente a lei. Clemency annuncia che lei e il marito andranno alle Barbados per finanziare un orfanotrofio. Eustace si domanda se sia stata Sophia a uccidere il nonno con la complicità di Charles. In seguito, Brenda spiega a Charles di sentirsi frustrata a causa della perfidia della famiglia e che teme il giudizio della stampa, per cui Charles le chiede di non rilasciare interviste e di trovare un avvocato che le consigli come comportarsi. Sophia fraintende il loro avvicinamento e risponde con ostilità a Charles, il quale l'accusa di averlo abbandonato al Cairo, e Sophia replica ricordandogli che invece lui l'aveva spiata per conto del Ministero degli Esteri a causa del loro interesse per gli affari dei Leonides. Prima di allontanarsi si scambiano un bacio.
Una notte Josephine cade dalla sua casa sull'albero e viene ricoverata in ospedale, facendo credere a Charles che ciò sia dovuto all'abitudine di Josephine di spiare gli altri membri della famiglia e che l'assassino abbia voluto metterla a tacere. Viene ritrovato un nuovo testamento debitamente firmato in cui l'eredità viene destinata a Sophia: la ragazza spiega a Charles che ne era a conoscenza dato che il nonno (secondo il quale le fortune non durano se vengono condivise con i membri deboli della famiglia) gliene rivelò l'idea quando le cose avevano iniziato ad andare male al Cairo, chiedendole di tornare in Inghilterra per insegnarle a gestire le finanze. Il nuovo testamento e la passata relazione di Charles con lei spingono Taverner a ritenerlo non abbastanza obiettivo da risolvere il caso.
Vengono scoperte alcune lettere d'amore tra Brenda e Laurence in cui la donna esprime il desiderio che Aristide muoia, il che secondo Taverner fornisce prove sufficienti per arrestarli per l'omicidio di Aristide e l'attentato a Josephine. Tuttavia, Charles è convinto che siano innocenti, notando che l'ingenuità di Brenda e le opinioni pacifiste di Laurence li rendono improbabili candidati come autori di un omicidio; anche secondo Sophia le lettere sono false. Josephine torna a casa e, non trovando il suo quaderno, accusa la tata di averglielo sottratto. Edith visita un medico londinese, scoprendo che le rimangono pochi mesi di vita a causa di un tumore.
La tata muore avvelenata dopo aver bevuto la cioccolata calda che aveva preparato per sé e Josephine. Mentre un coroner esamina il fatto, Taverner ordina che nessuno si allontani dalla tenuta e che i cancelli vengano chiusi. Josephine trova "emozionante" che la tata sia stata avvelenata come il nonno; Charles implora la bambina di rivelargli il nome dell'assassino del nonno e della tata avendo capito che lo conosce, ma Josephine si rifiuta di dirlo con evidente compiacimento, anche quando Charles l'avverte che è in pericolo. Edith prende Josephine per allontanarsi insieme dalla tenuta convincendo un poliziotto con una scusa. Il medico legale scopre che la tata è morta per avvelenamento da cianuro. Charles sospetta di Edith, che ha usato il cianuro per uccidere le talpe, quindi perquisisce la casetta da giardino di Edith trovando una bottiglia di cianuro e il taccuino di Josephine, sepolto nella calce viva che l'avrebbe distrutto. Proprio in quel momento, Sophia lo avverte che Edith è partita con Josephine.
Charles e Sophia partono all'inseguimento di Edith, che ha lasciato un biglietto per Charles in cui si attribuisce la colpa dell'omicidio di Aristide. Charles fa leggere a Sophia il taccuino di Josephine, e Sophia scopre l'orribile verità: l'assassina è proprio Josephine. Dopo che il nonno non le aveva permesso di proseguire le lezioni di danza, Josephine si annoiava molto e voleva che si verificasse un evento, quindi uccise il nonno, falsificò le lettere d'amore di Brenda copiandone la calligrafia, mise le cesoie di Edith nell'ufficio di Laurence, organizzò la sua caduta dalla casa sull'albero e l'avvelenamento della tata (che aveva cominciato a sospettare di lei). Edith aveva capito che Josephine era l'assassina, quindi si era presa la colpa per evitare che Brenda e Laurence venissero impiccati ingiustamente, ma allo stesso tempo non voleva che l'adorata pronipote Josephine passasse da un istituto psichiatrico all'altro, per non parlare dell'umiliazione che la famiglia avrebbe subìto. Accortasi che Charles e Sophia la stanno per raggiungere, Edith guida intenzionalmente oltre il bordo di una cava, e nell'impatto l'automobile esplode uccidendo lei e Josephine.

## Produzione
Il budget del film, le cui riprese sono iniziate nel settembre 2016, è stato di 10 milioni di dollari.

## Colonna sonora
La colonna sonora, composta da Hugo de Chaire, è stata pubblicata dall'etichetta Filmtrax Ltd il 15 dicembre 2017.
1. I'm Bored – 1:52
2. Charles and Sophia Suite – 1:34
3. Drive to Three Gables – 1:09
4. Cairo Flashback – 1:01
5. Stairs Suite – 1:30
6. Magda & Phillip – 2:45
7. Cairo Intelligence Suite – 2:41
8. Phone Booth – 1:48
9. Listening at Doors – 1:19
10. Clemency Photo – 1:00
11. Solve the Case – 2:07
12. End Dinner Party – 1:56
13. What Do You Know About Trust – 0:48
14. News from Three Gables – 2:19
15. Tree House Night – 1:11
16. Murderers – 1:11
17. Edith Doctor – 1:32
18. The Search – 2:43
19. Ice Cream Soda – 1:04
20. Edith Leaves – 1:08
21. Nanny Corpse – 1:33
22. The Notebook – 6:41
23. Ballet Scene – 1:52

## Promozione
Il trailer in lingua inglese è stato diffuso il 3 ottobre 2017, seguìto dalla versione italiana il 5 ottobre.

## Distribuzione
Il film è stato distribuito nelle sale cinematografiche italiane a partire dal 31 ottobre 2017.

### Divieti
Negli Stati Uniti il film è stato vietato ai minori di 13 anni non accompagnati da adulti per la presenza di «alcuni contenuti sessuali e tematiche non adatte».

### Edizione italiana
Il doppiaggio italiano del film è stato effettuato presso lo Studio Emme e diretto da Rodolfo Bianchi su dialoghi di Valerio Piccolo.

## Accoglienza
Sull'aggregatore Rotten Tomatoes il film riceve il 57% delle recensioni professionali positive con un voto medio di 5,1 su 10 basato su 30 critiche, mentre su Metacritic ottiene un punteggio di 59 su 100 basato su 8 critiche.